# Schizobopyrina cochinensis
Schizobopyrina cochinensis är en kräftdjursart som först beskrevs av Goverdhan Lal Chopra 1923.  Schizobopyrina cochinensis ingår i släktet Schizobopyrina och familjen Bopyridae. Inga underarter finns listade i Catalogue of Life.